# Dactylorhiza kuuskiae
Dactylorhiza kuuskiae är en orkidéart som beskrevs av E.Breiner och R.Breiner. Dactylorhiza kuuskiae ingår i Handnyckelsläktet som ingår i familjen orkidéer. Inga underarter finns listade i Catalogue of Life.